# 伊班達區
伊班達區是非洲中部國家烏干達的111個區之一，由西部區負責管轄，首府是伊班達，距離姆巴拉拉約70公里，主要的經濟產業有自給農業和畜牧業，2010年人口估計為250,900。

## 外部連結
- Ibanda District Homepage

00°07′S 30°30′E / 0.117°S 30.500°E